# Ягель (Германия)
Ягель (нем. Jagel) — община в Германии, в земле Шлезвиг-Гольштейн.
Входит в состав района Шлезвиг-Фленсбург. Подчиняется управлению Хаддеби. Население составляет 959 человек (на 31 декабря 2010 года). Занимает площадь 11,89 км².